# Mellody Hobson
Mellody Hobson (Chicago, 3 de abril de 1969) é uma empresária norte-americana e presidente da Starbucks Corporation. Em 2015, apareceu na lista de 100 pessoas mais influentes do ano pela Time.